# HAMMER
HAMMER – 64-bitowy system plików stworzony przez Matthew Dillona dla systemu DragonFly BSD.
Koncepcja systemu oparta została na wykorzystaniu drzew binarnych. HAMMER oferuje możliwość tworzenia snapshotów oraz automatyczne naprawianie systemu w przypadku uszkodzenia. Aktualnie trwają prace nad przeniesieniem go do jądra Linux.

## Cechy
- HAMMER przechowuje całą historię systemu plików, umożliwiając przeglądanie i cofanie zmian w plikach.
- Zliczanie sum kontrolnych (CRC) metadanych.
- Minimalny czas montowania. Brak konieczności użycia narzędzia fsck.
- Obsługuje bardzo duże dyski o rozmiarach dochodzących do 1 eksabajta.
- Zdolność do autooptymalizacji w tle nawet na zamontowanym systemie.

## Ograniczenia
Wymaga dodatkowego wpisu do crona, uruchamiającego na kilka minut w okresie najmniejszego obciążenia program porządkujący w celu reorganizacji systemu.
Aktualnie nie wspiera konfiguracji multi-master.